# Kościół bł. Jakuba Strzemię w Horyńcu-Zdroju
Cerkiew Narodzenia Najświętszej Maryi Panny w Horyńcu-Zdroju – dawna parafialna cerkiew greckokatolicka, wzniesiona w 1818 w Horyńcu-Zdroju.
Po wysiedleniach ludności ukraińskiej po 1947 cerkiew przejęta przez kościół rzymskokatolicki. Obecnie użytkowana jako kościół filialny, zdrojowy pw. bł. Jakuba Strzemię parafii w Horyńcu-Zdroju. 

## Historia
Świątynia powstała w 1818 z fundacji Stadnickich ówczesnych właścicieli Horyńca. Początkowo była to unicka kaplica dworska, a następnie pełniła funkcję parafialnej cerkwi greckokatolickiej aż do lat powojennych. W 1984 do świątyni od strony prezbiterium dobudowano obszerną  nawę nie harmonizującą z zabytkiem ani stylem. Wybudowano także plebanię.

## Architektura i wyposażenie
Jest to nieduża budowla klasycystyczna o fasadzie ozdobionej czterokolumnowym portykiem i trójkątnym frontonem. Nad wejściem znajduje się herb Stadnickich Szreniawa, fundatorów świątyni.

## Otoczenie
Obok świątyni znajduje się murowana dzwonnica parawanowa zbudowana w 1818.

## Galeria

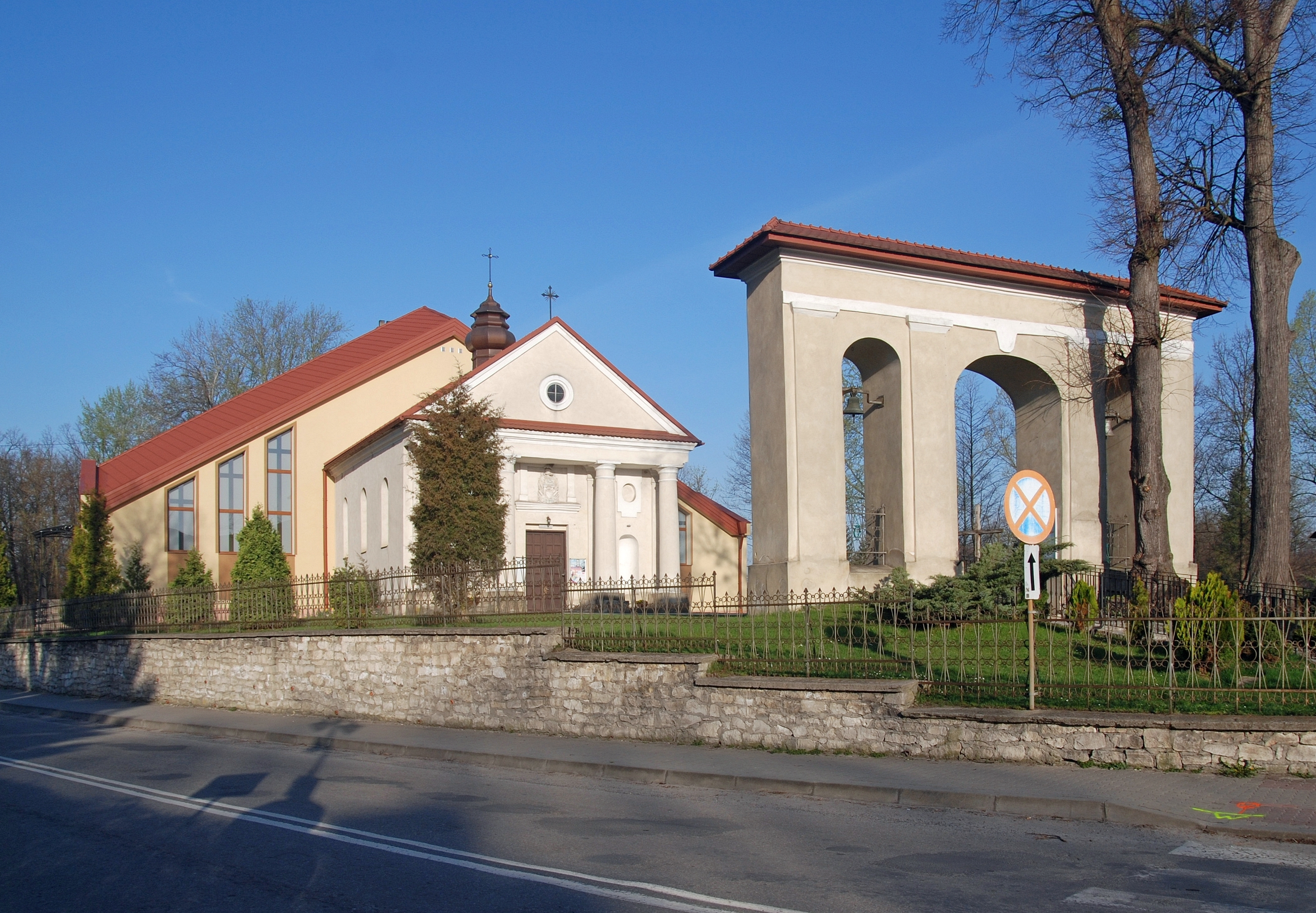
Elewacja frontowa
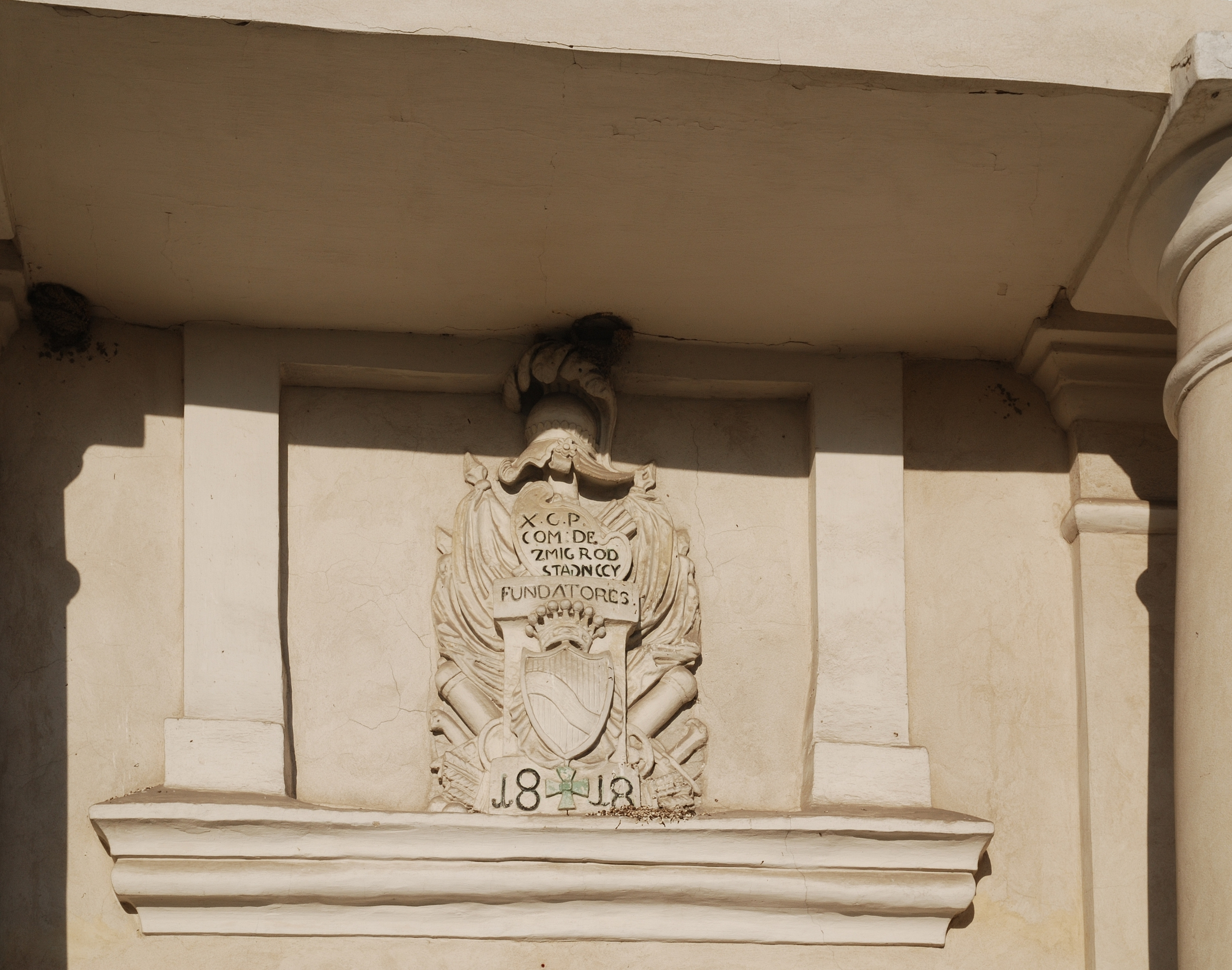
Herb fundatorów
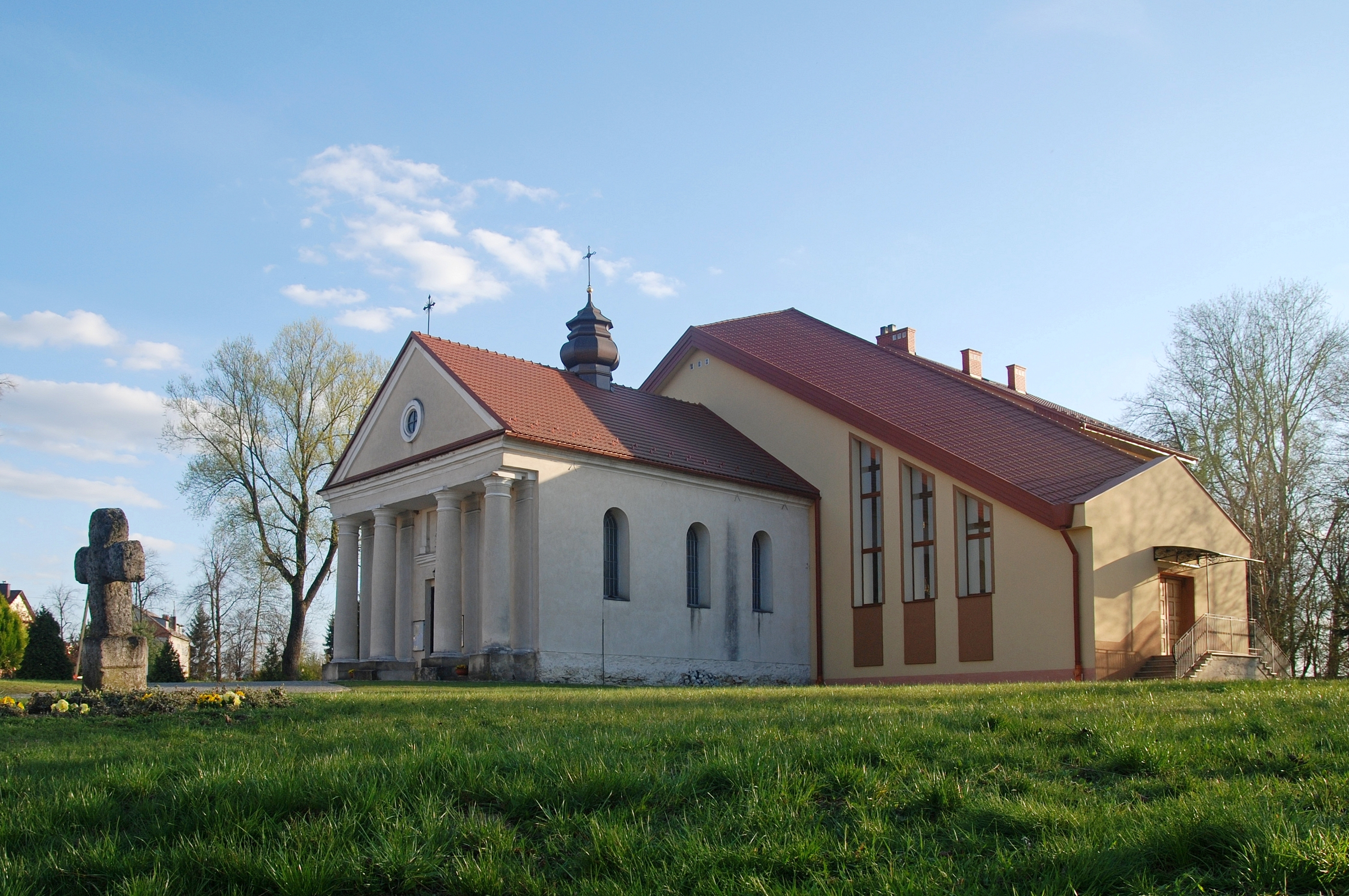
Elewacja zachodnia
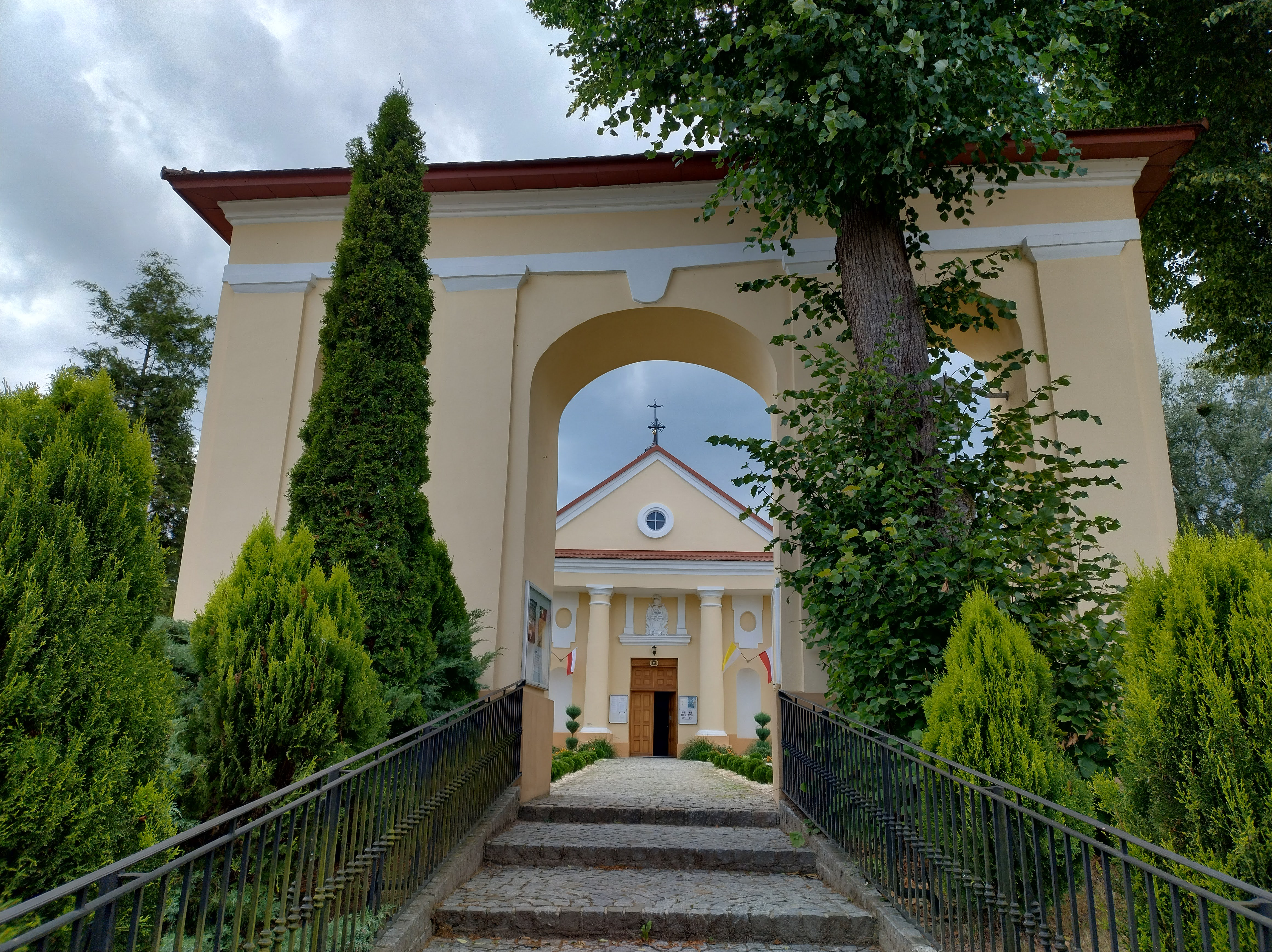
Dzwonnica